# Гиельми, Витторио
Витторио Гиельми (итал. Vittorio Ghielmi, род. в 1965 году, Милан, Италия) — итальянский музыкант (исполнитель на виоле да гамба), дирижёр, композитор, музыковед и музыкальный педагог.

## Биография
Родился в Милане в 1968 году. В детстве он начал занятия музыкой со скрипки (в возрасте четырёх лет), позже перешёл на виолу да гамба. Учился игре на виоле в Accademia Internazionale della Musica (Милан) у Роберто Джини, у Виланда Кёйкена в Conservatoire Royale (Брюссель) и у Кристофа Коэна в Париже. Большое значение придавал изучению традиций неевропейского исполнительства на струнных инструментах.
Выступал в дуэтах со своим братом Лоренцо Гиельми, Густавом Леонхардтом (оба — клавесин) и лютнистом Лукой Пьянка. Аккомпанировал Чечилии Бартоли, Томасу Квастхоффу, другим видным вокалистам. Музыкальное издание «Diario de Sevilla» назвало Гиельми «алхимиком звука».
Музыкант известен своим интересом к современной классической музыке. Специально для музыканта создают свои сочинения композиторы Ури Кейн (Концерт для виолы да гамба), Кевин Воланс («Сон белого человека»), Надир Вассена («Трансцендентная багатель для виолы да гамба и лютни с оркестром»).
Является создателем и художественным руководителем ансамбля Il Suonar Parlante, исполняющего старинную европейскую и современную музыку. Ансамбль выступал с эстрадными, блюзовыми и джазовыми музыкантами, экспериментировал в жанре фламенко. Гиельми и его ансамбль выступали в совместных концертах с азиатскими музыкантами, исполняющими традиционную музыку. Один из дисков ансамбля посвящён традиционной музыке острова Сардиния. Сотрудничает с ансамблем старинной музыки Il Giardino Armonico. В качестве дирижёра и солиста выступал в престижных концертных залах Европы с Барочным ансамблем Лиможа, Лос-Анджелесским филармоническим оркестром, Лондонским филармоническим оркестром, Il Gardellino Ensemble, Венским филармоническим оркестром, Фрайбургским барочным оркестром. Активный участник крупных международных музыкальных фестивалей в Штутгарте, Брюсселе, Мадриде, Венеции. В составе ансамбля Il Giardino Armonico неоднократно давал концерты в городах России. В мае 2015 года выступил на X международном фестивале «Музыкальная коллекция» в Санкт-Петербурге в сопровождении барочной капеллы «Золотой век» (художественный руководитель — Александр Листратов).
С 2007 по 2011 год Гиельми работал в качестве ассистента Риккардо Мутти на Зальцбургском фестивале.
Витторио Гиельми принимал участие в создании документального фильма «The Heart of Sound» (2012, Италия, BFMI, режиссёр Paul Fenkart, 50 минут, английский язык).
Играет на виоле (мастер Michel Colichon), изготовленной в Париже в 1688 году.

## Научная и преподавательская деятельность
Витторио Гиельми является профессором в Conservatorio Luca Marenzio (Брешия), и в зальцбургском Моцартеуме, проводит мастер-классы в академиях и университетах. Активный участник крупных международных научных конференций по старинной музыке, автор научных статей. Совместно с Паоло Биорди является автором фундаментального труда, посвящённого приёмам игры на виоле да гамба «Complete and progressive Method for Viol» в 2-х томах. Известен своими публикациями старинной музыки, в частности полного собрания концертов для виолы да гамба Иоганна Готлиба Грауна. В центре научных интересов музыканта немецкая и итальянская инструментальная музыка эпохи барокко.

## Награды
- 1995 — Победитель «Concorso Internazionale Romano Romanini per strumenti ad arco» (Брешиа).
- 1997 — Обладатель «Erwin Bodky Award» (Кембридж, штат Массачусетс, США).
- Premier prix avec distinction Брюссельской консерватории[9].

## Избранная дискография
Сотрудничает с крупными лейблами Opus 111, Harmonia Mundi, Winter & Winter, Teldec, Sony, Naïve, Passacaille. Участвовал в записи более сорока сольных CD и DVD. Среди них:
- Bagpipes from Hell. Music for Viola da gamba, Lyra-viol, Lute, and Ceterone. 17th and 18th century. Vittorio Ghielmi, Luca Pianca. Winter & Winter. 1999.
- Pièces de caractère. Works by: Marais, Forqueray, Mouton, Dollé, Caix d’Hervelois, De Visée. Vittorio Ghielmi, Luca Pianca. Opus 111. 2002.
- Short Tales for a Viol. English lyra-viol music of the 17th century. Vittorio Ghielmi. Winter & Winter. 2004[11].
- Duo. German Music for Lute & Viol. Vittorio Ghielmi, Luca Pianca. Harmonia Mundi Fr. 2005.
- Full of Colour. V. Ghielmi, E. Reijseger, Il Suonar Parlante. Winter & Winter. 2007.
- Johann Sebastian Bach. Preludi ai corali. Vittorio Ghielmi, Italian Viola da Gamba Quartet. Winter & Winter. 2009.
- Telemann, Georg Philipp. Chamber Music with Viola Da Gamba. Ensemble Baroque de Limoges. Astree. 1998.
- Devil’s Dream. Ghielmi, Pianca, Gibelli. Harmonia Mundi. 2006.
- Villa Medici. Nata per la musica Bern, Beschi, Caine. Winter & Winter. Catalog#: 65. Spars Code: DDD. 2001.
- Carl Philipp Emanuel Bach. Lieder zum singen bey dem Clavier. Ars mundi.
- Johann Gottlieb Graun. Konzertante Musik mit Viola da Gamba. Ars mundi. 1998.
- J. S. Bach: Sonatas for Viola da Gamba & Harpsichord. Praeludien & Fugen. Vittorio Ghielmi (viola da gamba), Lorenzo Ghielmi (fortepiano). Ars Musici. Catalog #: 232269 Spars Code: DDD. 2010.
- C. P. E. Bach: Lieder. Zum singen bey dem clavier. Ursula Fiedler (Sorpano) Lorenzo Ghielmi (Clavier), Vittorio Ghielmi (viola da gamba). Ars Musici. 1999. (другое издание — Winter & Winter, 2008).
- Der Kastanienball. Vittorio Ghielmi, Il Suonar Parlante. Prinzregenten Theater. Munchen, Germany. 2004.
- Dalla Casa: Il Secondo Libro dei Madrigali. Il Terzo Suono, Gian Paolo Fagotto, Francesco Tapella, Laura Fabris, Adriano Dallapè, Vittorio Ghielmi, Elena Cecchi-Fedi, Jean Tubery, Antonio Abete. Artis.
- Graun: Concerti. Vittorio Ghielmi, Ponseele, Il Gardellino Ensemble. Accent. 2006.
- Marin Marais: La Force et la Douceur. Pièces de viole. V. Ghielmi and Luca Pianca. Passacaille. 2010.
- Barbarian Beauty. Concertos for viola da gamba and orchestra. Graun, Telemann, Tartini and Vivaldi: the gypsy side. Marcel Comendant (cymbalon), Dorothee Oberlinger (recorder), M.Hirasaki (violin) and «Il Suonar Parlante Orchestra». Passacaille. 2011.